# Rieucazé
Rieucazé är en kommun i departementet Haute-Garonne i regionen Occitanien i södra Frankrike. Kommunen ligger i kantonen Saint-Gaudens som tillhör arrondissementet Saint-Gaudens. År 2022 hade Rieucazé 55 invånare.

## Befolkningsutveckling
Antalet invånare i kommunen Rieucazé
Referens:INSEE